# Lee Mayberry
Orva Lee Mayberry, Jr. (Tulsa, Oklahoma; 12 de junio de 1970) es un exjugador de baloncesto estadounidense que disputó 7 temporadas en la NBA, jugando en Milwaukee Bucks y Vancouver Grizzlies. Con 1,85 metros de estatura jugaba en la posición de base.

## Trayectoria deportiva

### Universidad
Antes de llegar a la universidad, jugó en el Will Rogers High School en Tulsa, donde lideró al equipo al campeonato estatal en 1988.
Tras su paso por el instituto, se matriculó en la Universidad de Arkansas, con los que jugó desde 1988 hasta 1992 y fue elegido McDonald's All American. Debutó como freshman en la temporada 1988-89, obteniendo unos magníficos 12.9 puntos, 3.2 rebotes y 4.2 asistencias de media.
En su segunda campaña, la 1989-90, lideró a los Razorbacks a la Final Four en Denver. Pero en las Semifinales cayeron frente a Duke Blue Devils, en una competición que se llevó UNLV con solvencia. Conformó un trío histórico junto a Todd Day y Oliver Miller. Los tres saltaron juntos a la NBA en el Draft de 1992, sin embargo, ninguno de ellos tuvo una carrera exitosa en la NBA. En aquella temporada, Lee firmó 14.5 puntos, 2.9 rebotes y 5.2 asistencias. En su temporada júnior en Arkansas, bajó sensiblemente sus números en puntos, pero aumentaron tanto en rebotes como en asistencias. Sus promedios fueron de 13.2 puntos, 3.4 rebotes y 5.5 asistencias. Arkansas estuvo a punto de repetir éxito, pero cayeron en la final regional ante Kansas Jayhawks, un paso antes de la Final Four.
A final de aquella campaña, formó parte de la selección de baloncesto de Estados Unidos en el Mundial de Argentina de 1990, donde el equipo alcanzó la medalla de bronce, tras vencer a Puerto Rico en la final de por el tercer puesto.
En la temporada 1991-92, su año sénior, jugó su mejor temporada como universitario con 15.2 puntos, 2.3 rebotes y 5.9 asistencias. Arkansas cayó en 2.ª ronda del torneo NCAA, ante Memphis Tigers y Mayberry fue incluido en el Tercer equipo All-American.
Durante su etapa con los Razorbacks, promedió 14 puntos, 2.9 rebotes y 5.2 asistencias.

#### Estadísticas
| Año     | Equipo   | PJ  | PT | MPP  | %TC  | %3P  | %TL  | RPP | APP | ROB | TPP | PPP  |
| ------- | -------- | --- | -- | ---- | ---- | ---- | ---- | --- | --- | --- | --- | ---- |
| 1988–89 | Arkansas | 32  | -  | 31.3 | .500 | .446 | .736 | 3.2 | 4.2 | 1.6 | 0.1 | 12.9 |
| 1989–90 | Arkansas | 35  | -  | 32.3 | .507 | .504 | .792 | 2.9 | 5.2 | 1.9 | 0.2 | 14.5 |
| 1990–91 | Arkansas | 38  | -  | 32.0 | .484 | .383 | .634 | 3.4 | 5.5 | 2.6 | 0.1 | 13.2 |
| 1991–92 | Arkansas | 34  | -  | 34.3 | .492 | .389 | .744 | 2.3 | 5.9 | 2.2 | 0.4 | 15.2 |
| Total   | Total    | 139 | -  | 32.5 | .495 | .424 | .724 | 2.9 | 5.2 | 2.1 | 0.2 | 14.0 |

### Profesional
Mayberry fue elegido por Milwaukee Bucks en el puesto 23 del Draft de la NBA de 1992 y pasó sus cuatro primeras temporadas en Milwaukee. Debutó en la temporada 1991-92 en la que disputó todos los encuentros con 5.2 puntos y 3.3 asistencias de promedio. Sus prestaciones con los Bucks siempre se mantuvieron en torno a estos números. En sus cuatro temporadas en la franquicia, Mayberry no se perdió ningún partido en la temporada regular, disputando 328 encuentros consecutivos.
En 1995, aprovechó el verano para disputar parte del campeonato argentino con el Atenas de Córdoba.
Para la temporada 1996-97 cambió de aires. Se marchó a Vancouver Grizzlies, donde en su primera campaña promedió 5.1 puntos y 4.1 asistencias, perdiéndose un partido (dos en toda la temporada) por primera vez desde que llegara a la NBA.
Terminó su carrera en la NBA en 1999 con promedios de 5.1 puntos, 1.3 rebotes y 3.6 asistencias.

## Estadísticas de su carrera en la NBA

### Temporada regular
| Año     | Equipo    | PJ  | PT  | MPP  | %TC  | %3P  | %TL  | RPP | APP | ROB | TPP | PPP |
| ------- | --------- | --- | --- | ---- | ---- | ---- | ---- | --- | --- | --- | --- | --- |
| 1992–93 | Milwaukee | 82  | 4   | 18.3 | .456 | .391 | .574 | 1.4 | 3.3 | 0.7 | 0.1 | 5.2 |
| 1993–94 | Milwaukee | 82  | 6   | 18.0 | .415 | .345 | .690 | 1.2 | 2.6 | 0.6 | 0.0 | 5.3 |
| 1994–95 | Milwaukee | 82  | 50  | 21.3 | .422 | .407 | .699 | 1.0 | 3.4 | 0.6 | 0.0 | 5.8 |
| 1995–96 | Milwaukee | 82  | 20  | 20.8 | .420 | .397 | .603 | 1.1 | 3.7 | 0.8 | 0.1 | 5.1 |
| 1996–97 | Vancouver | 80  | 38  | 24.4 | .403 | .376 | .630 | 1.7 | 4.1 | 0.8 | 0.1 | 5.1 |
| 1997–98 | Vancouver | 79  | 32  | 23.2 | .375 | .350 | .745 | 1.4 | 4.4 | 0.8 | 0.1 | 4.6 |
| 1998–99 | Vancouver | 9   | 0   | 14.0 | .368 | .200 | .800 | 0.3 | 2.6 | 0.8 | 0.0 | 2.2 |
| Total   | Total     | 496 | 150 | 20.8 | .415 | .377 | .659 | 1.3 | 3.6 | 0.7 | 0.1 | 5.1 |